# Notoxus arizonensis
Notoxus arizonensis is een keversoort uit de familie snoerhalskevers (Anthicidae). De wetenschappelijke naam van de soort is voor het eerst geldig gepubliceerd in 1916 door Fall.